# Thalakudi
Thalakudi là một thị xã panchayat của quận Kanniyakumari thuộc bang Tamil Nadu, Ấn Độ.

## Nhân khẩu
Theo điều tra dân số năm 2001 của Ấn Độ, Thalakudi có dân số 8531 người. Phái nam chiếm 50% tổng số dân và phái nữ chiếm 50%. Thalakudi có tỷ lệ 78% biết đọc biết viết, cao hơn tỷ lệ trung bình toàn quốc là 59,5%: tỷ lệ cho phái nam là 81%, và tỷ lệ cho phái nữ là 74%. Tại Thalakudi, 10% dân số nhỏ hơn 6 tuổi.